# Црква Светог Николаја у Космачи
Црква Светог Николаја у Космачи, насељеном месту на територији општине Куршумлија, припада Епархији нишкој Српске православне цркве. Црква је подигнута 1535. године и посвећена је Светом Николају.
Храм се налази поред реке и сеоског пута на малој узвишици у самом селу. Црква има припрату дугу 2,50m, и средњи део храма (наос) такође 2,50m. Ширина цркве је 3,50m, а висина је била 4m. У олтару стоји још увек жртвеник и две мале нише. Десно од улазних врата на једном дугачком камену, постоји запис, који говори о времену зидања цркве. Према овом запису, који је забележио Љ. Стојановић, „Ова црква је посвећена светом Николи, а подигнута је 1535. године, свега на 22 године испред обнове Пећке патријаршије 1557. године”. Црква је обновљена 1564. године, и то од стране властелина Кир Димитрија Станојевика, који је по свој прилици био и ктитор цркве. Црква је обновљена блатом, а не креченим малтером.